# Psammetich IV.
Psammetich IV. war ein altägyptischer Pharao (König), der während der 27. Dynastie (Spätzeit) in den letzten Regierungsjahren Dareios’ I. über Ägypten herrschte.

## Belege
Herodot berichtet, dass Ägypten um 486 v. Chr. in den letzten Jahren der Regierungszeit Dareios’ I. abtrünnig wurde. Erst Xerxes I. gelang es, die Kontrolle über Ägypten wiederzuerlangen. Tatsächlich werden einige demotische Urkunden aus Diospolis Parva nach einem gewissen Psammetich datiert, der offenbar auf Dareios I. folgte.